# Szymon Majchrowicz
Szymon Majchrowicz (ur. 9 listopada 1717 w Małopolsce, zm. przed 2 lipca 1783 w Krośnie) – polski historyk, pisarz religijny, teolog i kaznodzieja jezuicki.

## Życiorys
Z pochodzenia Małopolanin. Pierwsze nauki w zakresie filozofii pobierał w Koszycach (Słowacja). W Krakowie, 3 sierpnia 1741, wstąpił do nowicjatu jezuitów. W roku szkolnym 1743/1744 nauczał w łęczyckim kolegium (w syntaksie). Rok później (1744/1745) uczył gramatyki w Chojnicach. W latach 1746–1749 studiował teologię w Poznaniu. W roku 1750 znalazł się w swym 3. nowicjacie zakonnym w Jarosławiu. W latach 1752–1753 był misjonarzem jezuickim w diecezji poznańskiej, a przez następne 19 lat w diecezji przemyskiej (jej siedzibą początkowo był Sambor, a od roku 1758 Przemyśl). Słynny podówczas na Rusi Czerwonej kaznodzieja. Długoletni mieszkaniec Przemyśla. 23 kwietnia 1771 objął stanowisko rektora domu zakonnego w Przemyślu, pełniąc funkcję zarządcy budowy tamtejszego kolegium. Po kasacie zakonu jezuitów pracował jako misjonarz diecezjalny ("missionarius apostolicus dioecesanus") i proboszcz w Lisku. Zmarł w Krośnie, latem roku 1783 (najprawdopodobniej przed 2 lipca).

## Twórczość
- Autor popularnego modlitewnika Początki życia niebieskiego na Ziemi... (1772), przetłumaczonego na język ukraiński i używanego przez grekokatolików.
- Twórca dzieła Trwałość szczęśliwa królestw, albo ich smutny upadek... (1764), wykładającego sarmacką historiozofię i mającego znaczny wpływ na romantyczny mesjanizm.

### Ważniejsze dzieła
- Trwała szczęśliwość królestw, albo ich smutny upadek, wolnym narodom przed oczy stawiona na utrzymanie nieoszacowanej szczęśliwości swojej cz. 1-4, Lwów 1764; wyd. następne Kalisz 1783; zawartość:
  - cz. 1: Upadłe królestwa[2]
  - cz. 2: Szczęśliwość polskiego narodu[3]
  - cz. 3: Znaki i przyczyny trwałości królestw albo ich upadku[4]
  - cz. 4: Trwałości albo upadku królestw sposoby, którymi w szczęśliwość trwają albo nieszczęśliwie giną[5]
- Nauka zbawienna na misji Societatis Jesu zwyczajna, krótko objaśniająca, co każdy powinien wiedzieć, czynić i czego się wystrzegać, wyd. przed rokiem 1767; wyd. następne: Lwów 1767; pt. Nauka zbawienna na misji zwyczajna..., Przemyśl 1776
- Początki życia niebieskiego na ziemi: przez złączenie się z Bogiem i świętymi Jego..., Przemyśl 1772[6]; wyd. następne: Berdyczów 1778; Kraków 1797; Przemyśl 1834; Lwów 1835; Bochnia 1846; "wyd. 2 poprawione" Lwów 1868; "wyd. 3 poprawione" Lwów 1879; przekł. ukraiński (XVIII wiek)
- Cel miłości naszej, serc naszych jedyna pociecha w tym mizernym życiu: Najświętsze Jezusowe Serce..., Kalisz 1781[7].